# Tabiti
Tabiti var en skytisk gudinna. Hennes namn är detsamma som den hinduiska gudinnan Tapati och står i många indoeuropeiska språk för hetta och värme.
Hon var skyternas viktigaste gudom och beskrivs som gudarnas drottning, hemmets och familjens gudinna och därmed i överförd betydelse den politiska maktens beskyddare, som gav ett hem, en familj, en klan eller en stam lycka och välgång.  
Tabiti blev genom interpretatio graeca jämställd av grekerna med Hestia. 